# Městský hřbitov v Šumperku
Městský hřbitov v Šumperku je hlavní městský hřbitov v Šumperku. Nachází se na jihozápadním okraji města, v ulici Zábřežská.

## Historie

### Výstavba

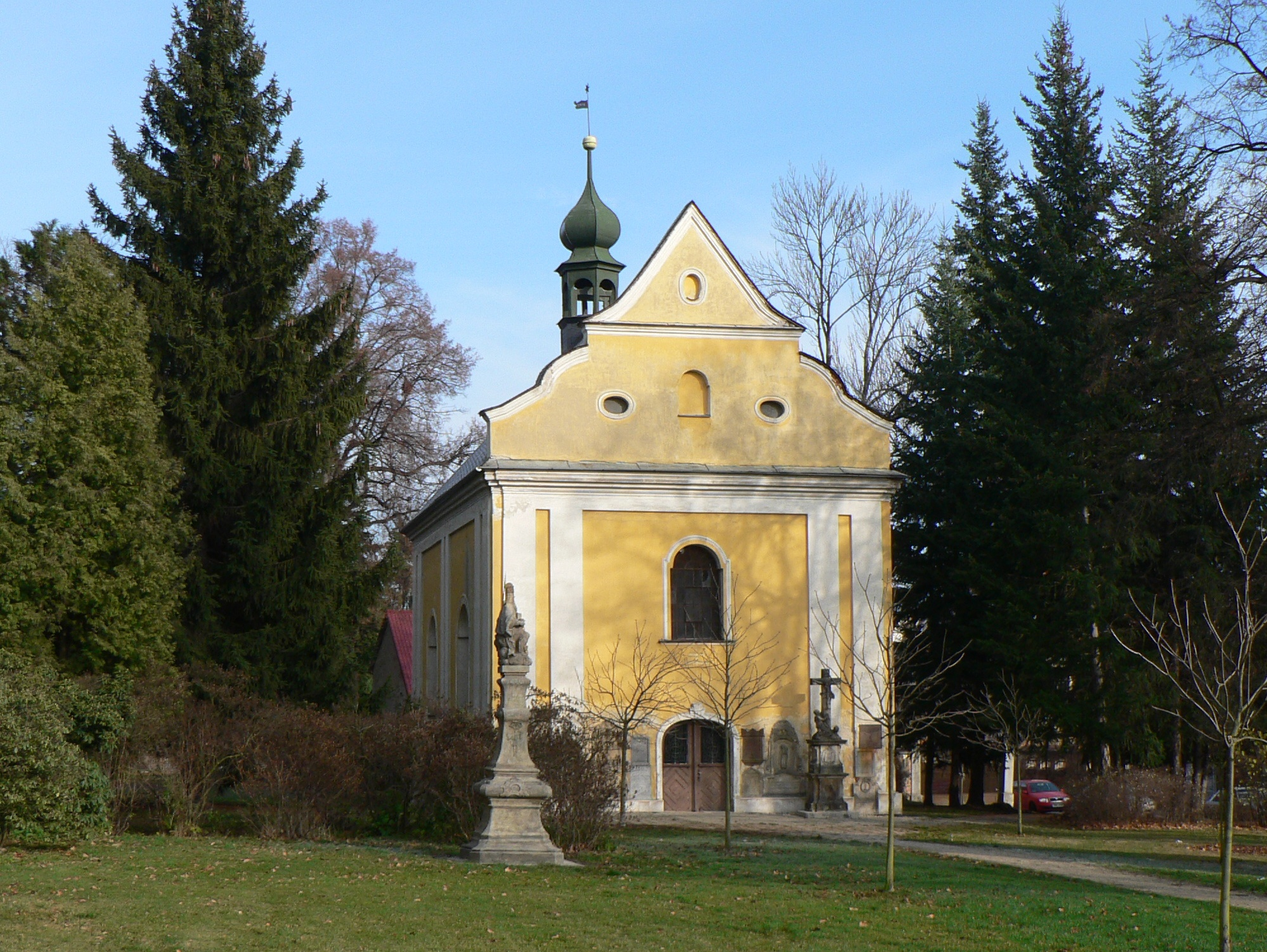
Kostel svaté Barbory u bývalého hřbitova, později Jiráskových sadech

Hřbitov byl vystavěn v roce 1886 na velkém pozemku za městem při silnici na Zábřeh jako nový městský hřbitov náhradou za pohřebiště u kostela svaté Barbory poblíž města fungující od roku 1606. Ten byl v letech 1896 až 1899 zrušen, došlo pak k přesunu cenných náhrobků a některých ostatků na nový hřbitov.
Vstup tvoří neoklasicistní brána tvořící střed půlkruhového tělesa zdi s přilehlými zrcadlově umístěnými patrovými budovami, které tvoří zázemí hřbitovní správy, nacházela se zde též márnice. Podél zdi jsou umístěny hrobky a čestné hroby významných obyvatel města. Autorem budov a úpravy pozemku byl místní architekt a stavitel Anton Schwestka. Hřbitov svou severní částí přiléhá na nový městský židovský hřbitov zřízený roku 1910.

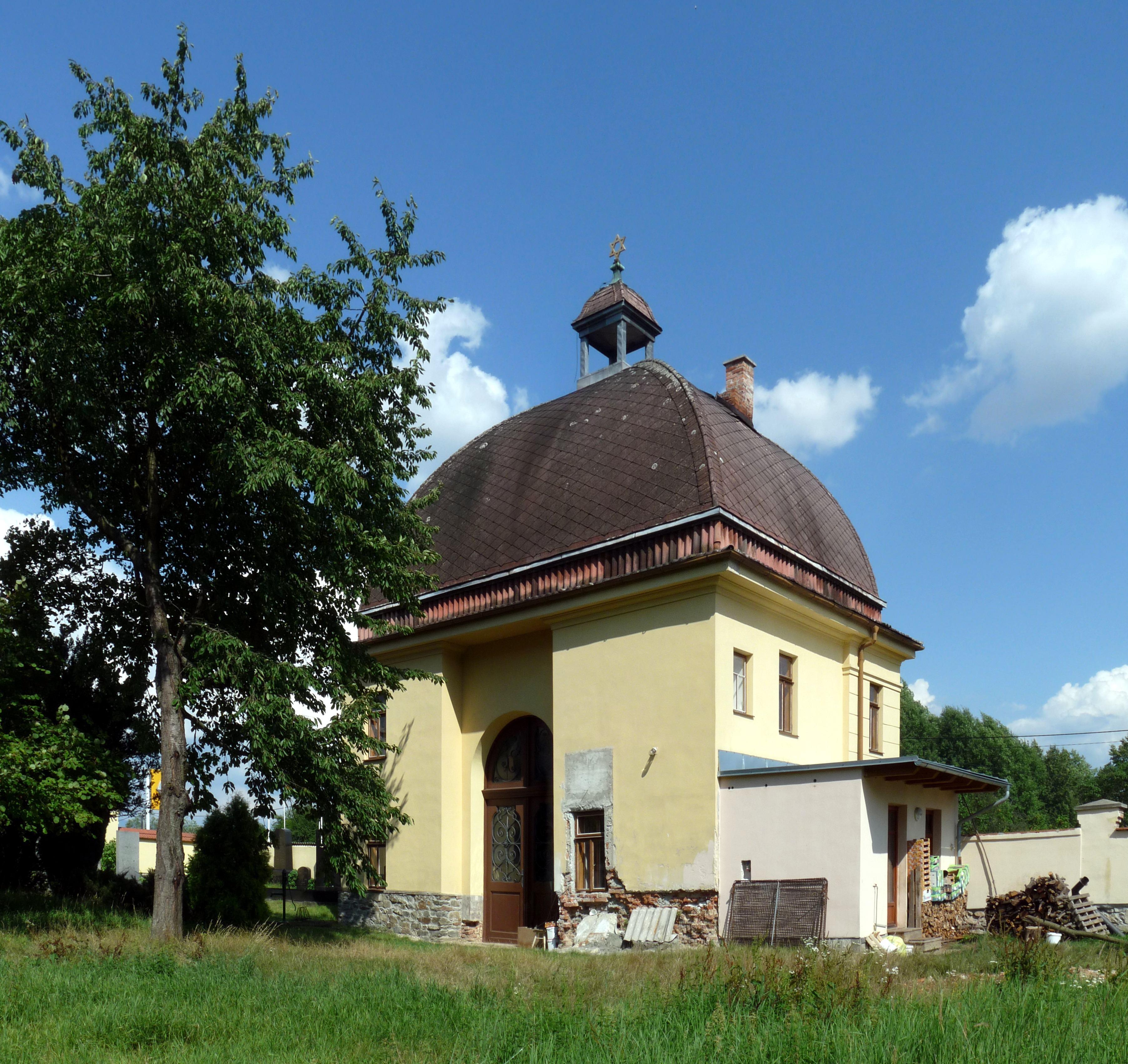
Obřadní síň nového židovského hřbitova

Pohřbeni jsou zde také vojáci a legionáři bojující v první a druhé světové válce, stejně jako vojáci Rudé armády padlí při osvobozování Československa roku 1945. 

### Po roce 1945
S odchodem téměř veškerého německého obyvatelstva města v rámci odsunu Sudetských Němců z Československa ve druhé polovině 40. let 20. století zůstala řada hrobů německých rodin opuštěna a bez údržby.  
Roku 1956 byl na hřbitově zřízen urnový háj. Krematorium s obřadní síní bylo na novém hřbitově postaveno a zprovozněno roku 1978 podle návrhu architekta Petra Braunera z olomouckého pracoviště Stavoprojektu Ostrava.

## Hroby významných osobností
- Anton Schwestka (18?–?) – architekt a stavitel
- Franz Köhler (1881–1940) – architekt a stavitel
- Ferdinand Schneider (1811–1885) – starosta města, poslanec Moravského zemského sněmu a Říšské rady (ostatky přeneseny ze starého městského hřbitova)
- Eduard Siegl (1831–1889) – poslanec Říšské rady